# Шрі Шанмуґанатхан
Шрі Шанмуґанатхан (2 січня 1947) — малайзійський хокеїст на траві.
Бронзовий призер Азійських ігор 1974 року.